# Suchary (pieczywo)

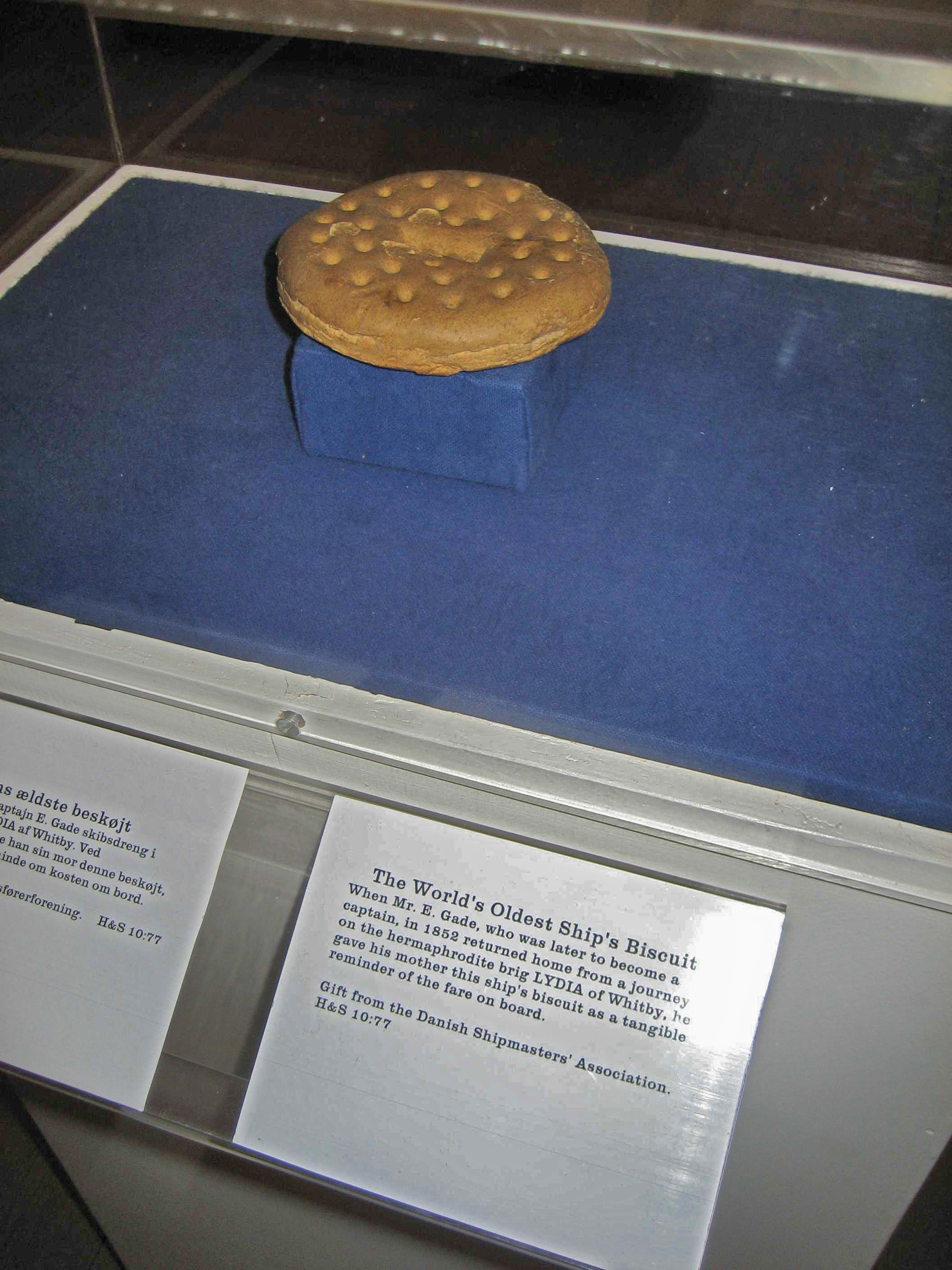
Uważany za najstarszy na świecie suchar z ok. 1852 roku w gablocie na zamku Kronborg

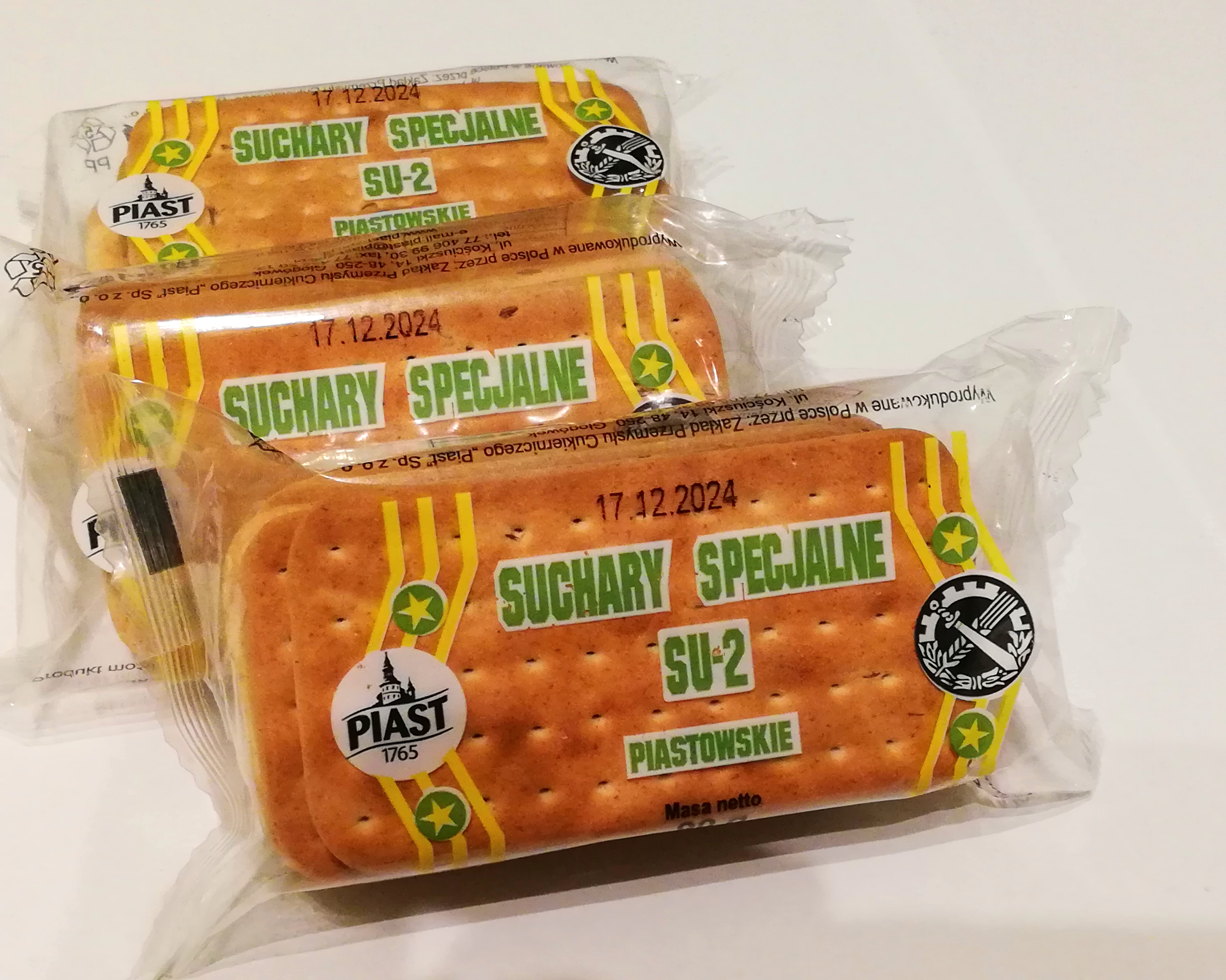
Polskie "Suchary Specjalne SU-2" od wielu lat stanowią element racji żywnościowej w Wojsku Polskim

Suchary – rodzaj pieczywa wykonanego z mąki, wody i soli, czasem z dodatkiem przypraw takich jak kminek.
Dzięki temu, że są tanie, kaloryczne i mogą być przechowywane przez długi czas, są często używane w awaryjnych sytuacjach, kiedy inna żywność nie jest dostępna, zwłaszcza w trakcie długotrwałych ekspedycji badawczych i wypraw militarnych.